# 제3함대 (미국)
제3함대(US Third Fleet)는 미국 해군의 함대이다. 동경 160도선 이동의 동태평양(제4함대 담당 남미 서해안 해역을 제외)을 담당 해역으로 한다. 사령부는 캘리포니아주 샌디에이고 포인트 로마 해군기지에 있다. 동경 160도선 이서 서태평양, 인도양(중동 지역 제외)을 담당 해역으로 하는 제7함대와 함께 미국 태평양 함대를 구성하고 그 지휘를 받는다. 미국 근해에서 함대 전군의 지휘를 받는 경우도 있다. 제7함대와 중동 지역을 담당하는 제5함대에 항공모함을 비롯한 함정을 교대로 파견하고, 파견된 함정은 담당 해역에 의해 제3함대에서 제7함대 또는 제5함대로 지휘 권한이 넘어 간다.

## 연혁
1943년 3월, 미국 해군 편성 기준에 의해 윌리엄 홀시 장군이 지휘하는 미국 태평양 함대가 개편되어 제3함대가 된다. 태평양 전쟁 중이 함대를 레이먼드 A. 스프루언스 대장이 지휘하고 있을 때에는 제5함대와 부대 이름을 변경한다. 태평양 전쟁이 끝난 후 1945년 10월 7일에 해체되었다.
1973년 2월 1일, 태평양 함대의 재편에 의해 부활(이때 1946년부터 존재한 제1함대가 통합) 사령부는 하와이의 포드 섬에 만들어진다. 1986년 11월 26일에는 사령부가 육상에서 기함 USS 코로나 (AGF-11)로 옮겨진다.
2003년 9월에 사령부는 기함 '코로나'에서 캘리포니아주 샌디에고에 있는 포인트 로마 해군기지로 다시 육상으로 옮겨진다.

## 편성

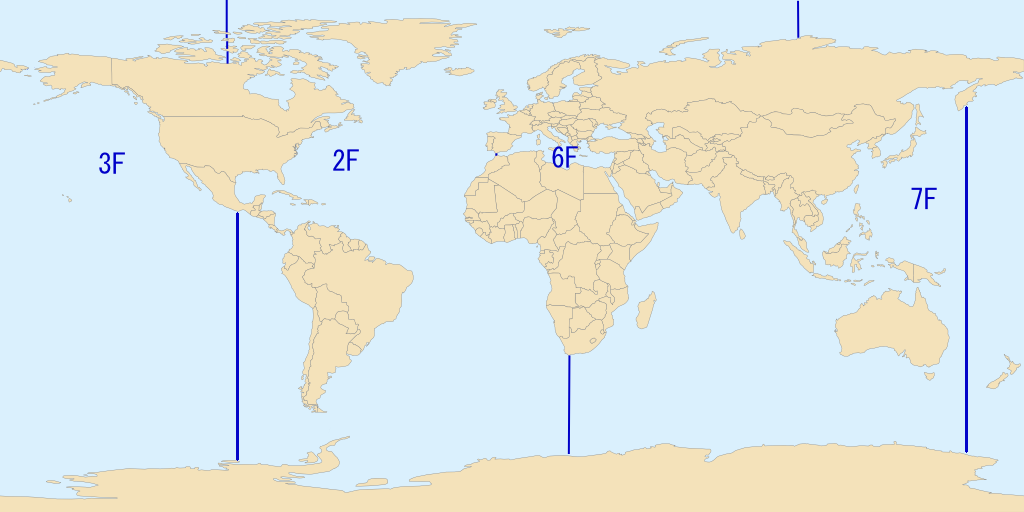
1980년대의 제3함대의 책임 지역

### 부대
- 제1항공모함타격단
- 제3항공모함타격단
- 제9항공모함타격단
- 제11항공모함타격단
- 제15항공모함타격단 - 훈련부대
- 중부태평양 수상함단
  - 제31구축함전대
- 제3원정타격단
- 제1폭발물해제단
- 제1연안하천전단
- 제1연안전투함전대
- 헬리콥터해양강습항공단
- 새건설선취역(New Construction and Precommissioning)
- 기뢰대잠전사령부
  - 제3소해전대
- 잠수함/전구대잠전부대
  - 제1잠수함전대
  - 제5잠수함전대
  - 제7잠수함전대
  - 제11잠수함전대
  - 제19잠수함전대

### 태스크포스
- TF-30, 전투부대
- TF-31, 전투지원부대
- TF-32, 순찰정찰부대
  - 제2순찰정찰항공단
  - 제10순찰정찰항공단
- TF-33, 군수지원부대
- TF-34, 잠수함부대 - 태평양 잠수함부대
- TF-35, 수상전부대
- TF-36. 수륙양육부대
- TF-37. 항공모함타격부대
- TF-39. 상륙부대 - 제1해병원정여단

## 계보
- 1942년 4월 20일, South Pacific Force
→남태평양 부대
- 1943년 3월 15일, United States 3rd Fleet
→미국 제3함대
- 1945년 10월 17일, Pacific Reserve Fleet
→태평양 예비함대
- 1945년 12월 10일, United States 3rd Fleet
→미국 제3함대

## 역대 함대사령관
| #   | 사진 | 계급 | 성명                                         | 취임일      | 이임일      | 비고                           |
| --- | ---- | ---- | -------------------------------------------- | ----------- | ----------- | ------------------------------ |
| 1.  |      | VADM | William F. Halsey Jr. 윌리엄 F. 홀시 Jr.     | 1943년 3월  | 1945년 11월 | 제2차 세계 대전                |
| 2.  |      | VADM | H.F. Kingman H.F. 킹먼                       | 1945년 11월 | 1946년 11월 |                                |
| 3   |      | VADM | W.T. Rapp W.T. 랩                            | 1973년 2월  | 1974년 8월  |                                |
| 4   |      | VADM | J.H. Doyle Jr. J.H. 도일 Jr.                 | 1974년 8월  | 1975년 7월  |                                |
| 5   |      | VADM | R.P. Coogan R.P. 쿠간                        | 1975년 7월  | 1976년 9월  |                                |
| 6.  |      | VADM | S.L. Gravely Jr. S.L. 그레이블리 Jr.         | 1976년 9월  | 1978년 9월  |                                |
| 7.  |      | VADM | K.R. McKee K.R. 맥키                         | 1978년 9월  | 1979년 10월 |                                |
| 8.  |      | VADM | E.C. Waller, III E.C. 월러 3세               | 1979년 10월 | 1981년 8월  |                                |
| 9.  |      | VADM | E.S. Brigss E.S. 브릭스                      | 1981년 8월  | 1981년 9월  |                                |
| 10. |      | VADM | W.P. Lawrence W.P. 로렌스                    | 1981년 9월  | 1983년 8월  |                                |
| 11. |      | VADM | D.S. Jones D.S. 존스                         | 1983년 8월  | 1985년 8월  |                                |
| 12. |      | VADM | T.R. Kinnebrew T.R. 키네브루                 | 1985년 8월  | 1985년 9월  |                                |
| 13. |      | VADM | K.E. Moranville K.E. 모란빌                  | 1985년 9월  | 1986년 6월  |                                |
| 14. |      | VADM | D.E. Hernandez D.E. 헤르난데즈               | 1986년 8월  | 1989년 1월  |                                |
| 15. |      | VADM | J.F. Dorsey J.R. 도르시                      | 1989년 1월  | 1991년 4월  |                                |
| 16. |      | VADM | J.L. Unruh J.L. 언루                         | 1991년 4월  | 1994년 7월  |                                |
| 17. |      | VADM | C.C. Lautenbacher C.C. 라우텐바허            | 1994년 7월  | 1996년 10월 |                                |
| 18. |      | VADM | Herbert Browne 허버트 브라운                 | 1996년 10월 | 1998년 11월 |                                |
| 19. |      | VADM | D.V. McGinn D.V. 맥긴                        | 1998년 11월 | 2000년 10월 |                                |
| 20. |      | VADM | T.M. Bucchi T.M. 부치                        | 2000년 10월 | 2003년 5월  |                                |
| 21. |      | VADM | M.J. McCabe M.J. 맥카베                      | 2003년 5월  | 2005년 5월  |                                |
| 22. |      | VADM | B.M. Castello B.M. 카스텔로                  | 2005년 5월  | 2007년 5월  |                                |
| 23. |      | VADM | Samuel J. Locklear, III 사무엘 J. 록리어 3세 | 2007년 5월  | 2009년 6월  |                                |
| 24. |      | VADM | R.W. Hunt R.W. 헌트                          | 2009년 6월  | 2011년 4월  |                                |
| 25. |      | VADM | Gerald R. Beaman 제랄드 R. 비먼              | 2011년 4월  | 2013년 3월  |                                |
| 26. |      | VADM | Kenny Floyd 켄니 플로이드                    | 2013년 6월  | 2015년 7월  |                                |
| 27. |      | VADM | Nora Tyson 노라 타이슨                       | 2015년 7월  | 2017년 9월  | 제3함대 첫번째 여성 함대사령관 |
| 28. |      | VADM | John D. Alexander 존 D. 알렉산더             | 2017년 9월  | 임기중      |                                |

## 참고
- “Commander, U.S. Third Fleet History” (영어). U.S. Third Fleet. 2019년 3월 20일에 확인함.